# Кондитерская фабрика «Г. Бельфоръ»
Кондитерская фабрика «Г. Бельфоръ» — российская кондитерская фабрика, существовавшая в Ярославле.

## История
В начале XX века в Ярославле существовало более десятка кондитерских предприятий (Д. Д. Попова, Н. Т. Патеревского, братьев Масленниковых и другие), одной из известных и крупных была фабрика купца Василия Платоновича Кузнецова. Открытая осенью в 1902 году она получила своё название «Г. Бельфоръ» в 1909 году в честь небольшого французского городка.

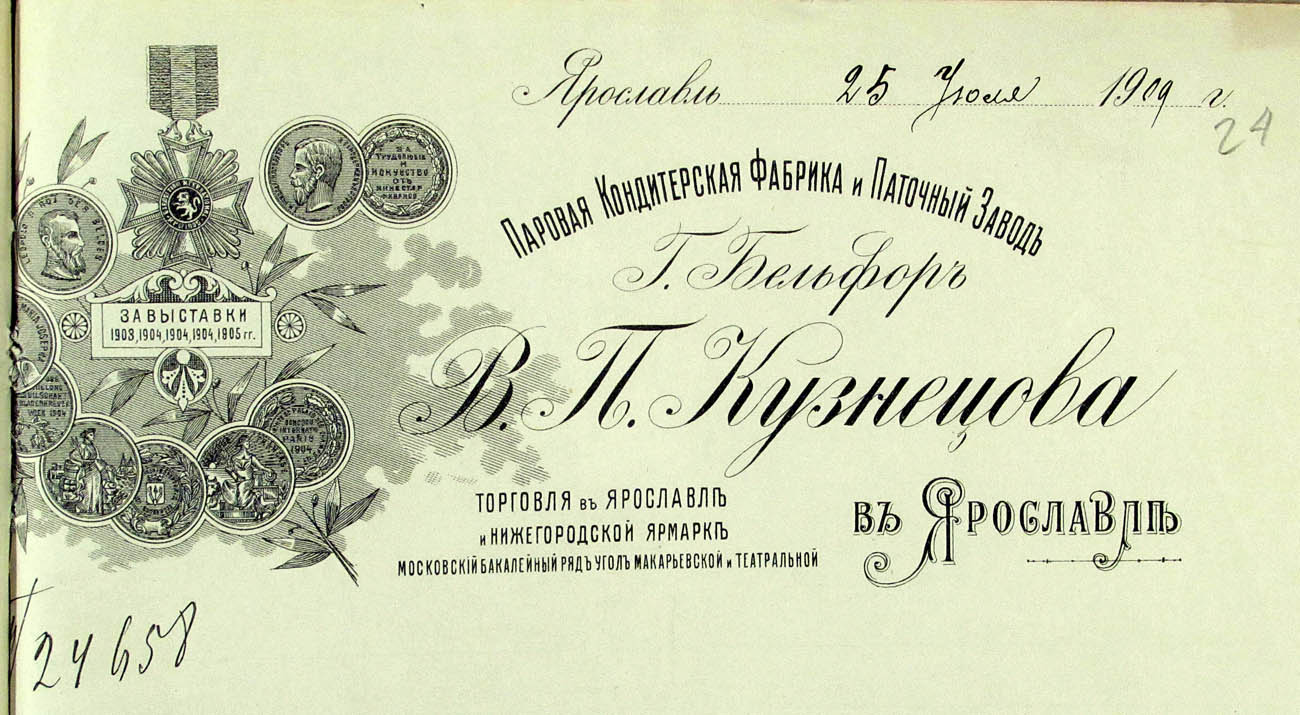
Награды фабрики «Г. Бельфоръ»

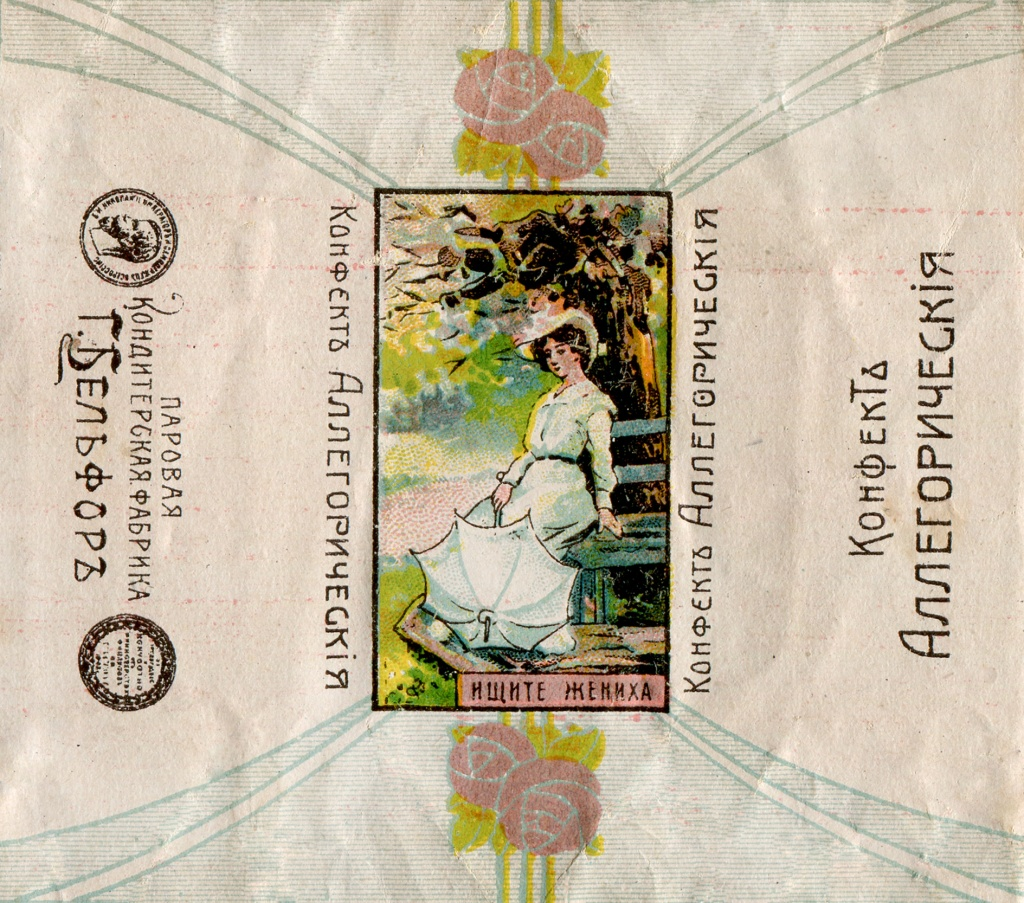
Конфета фабрики «Г. Бельфоръ»

Оснащенная паровой машиной, фабрика стала ведущей среди местных производителей, а через короткое время производимая ею продукция: шоколад, конфеты, пастила, мармелад, монпансье, карамель, халва, печенье, ирис и пряники — были удостоены многих наград международных выставок. На волне такого успеха Василий Кузнецов в 1905 году начал строительство нового трехэтажного корпуса фабрики, выходящего на Богоявленскую площадь, где расположились не только мастерские и складские помещения, но и жилые комнаты со столовой для рабочих. В целях создания собственной сырьевой базы, В. П. Кузнецов основал в деревнях Тюмба и Овсяники Даниловского уезда Ярославской губернии паровой картофельно-терочный и паточный завод — предприятие специализировалось на производстве картофельной (крахмальной) патоки, являвшейся в то время недорогой заменой сахара.
С началом Первой мировой войны сырьё для кондитерских фабрик (мука и сахар) стало дорожать, и фабрика «Г. Бельфоръ» была вынуждена перейти на простую и доступную продукцию — вермишель и макароны. После Октябрьской революции семья Кузнецовых покинула Ярославль, их фабрика была национализирована. После Гражданской войны, собрав уцелевшее оборудование с других кондитерских производств, она стала первой государственной кондитерской фабрикой города, названной «Ярославская государственная кондитерская фабрика № 1». В 1926 году по решению трудящегося коллектива она получила название «Путь к социализму» и продолжала работать в советское время.
После распада СССР, в ноябре 1992 года, предприятие было преобразовано в ТОО «Ярославлькондитер», переставшее существовать в 2010 году (предприятие было признано банкротом и закрылось окончательно). 

## Память
- Старинные конфетные обертки фабрики «Г. Бельфоръ» находятся в фондах Ярославского музея-заповедника.[1]
- В Государственном казённом учреждении Ярославской области «Государственный архив Ярославской области» хранятся документы, относящиеся к Ярославской кондитерской фабрике.
- В 1986 году производственный корпус Ярославской кондитерской фабрики вошел в «Перечень промышленных зданий г. Ярославля, имеющих историческую и архитектурную ценность».